# Júnior Urso
Ocimar de Almeida Júnior, genannt Júnior Urso, (* 10. März 1989 in Taboão da Serra) ist ein brasilianischer Fußballspieler. Der Rechtsfuß wird zentral im defensiven Mittelfeld eingesetzt.

## Karriere
Júnior Urso startete seine Laufbahn beim EC Santo André. Am 22. Januar 2010 gab er in der Staatsmeisterschaft von São Paulo sein Debüt. Im Spiel gegen AD São Caetano wurde er in der 83. Minute eingewechselt. Sein Debüt auf internationaler Klubebene gab er in der Copa Sudamericana 2012. Nunmehr beim Coritiba FC spielend, ging es am 1. August gegen den Grêmio FBPA. Im selben Jahr gelang dem Spieler auch sein erstes Tor als Profi. In der Série A 2012 erzielte er dieses am 17. August gegen den CR Vasco da Gama.
Anfang 2014 wechselte Júnior Urso zu Shandong Luneng Taishan nach China. Mit diesem gewann er 2014 den chinesischen Fußballpokal. Zur Saison 2016 wurde der Spieler an Atlético Mineiro ausgeliehen. Ende 2016 wurde Júnior Urso von Shandong an den Guangzhou R&F verkauft. Als Ablöse sollen drei Millionen Dollar gezahlt worden sein.
Anfang Februar 2019 wurde die Rückkehr von Júnior Urso nach Brasilien bekannt. Er unterzeichnete bei SC Corinthians einen Kontrakt bis Ende 2022. Nachdem er am Tag zuvor seinen Vertrag bei Guangzhou gekündigt hatte, konnte er ablösefrei wechseln. Nach Abschluss der Série A 2019 im Dezember, wurde der Wechsel von Júnior Urso in die USA bekannt. Er erhielt einen Vertrag für vier Jahre bei Orlando City. 2022 konnte er mit Orlando den Lamar Hunt U.S. Open Cup gewinnen. Am Ende der Saison verließ der Spieler den Klub.
Zum Start in die Saison 2023 wurde Júnior Urso erneut von Coritiba verpflichtet. Nach den Spielen in der Staatsmeisterschaft von Paraná und einem im Copa do Brasil 2023, trat er noch in sechsen der Série A 2023, bevor erneut von Orlando verpflichtet wurde. Der Kontrakt erhielt eine Laufzeit bis zum Ende der Major League Soccer 2023. Im Februar 2024 unterzeichnete der Spieler einen Kontrakt beim Charlotte FC. Nach Beendigung der Major League Soccer 2024 wurde die Option auf eine Vertragsverlängerung vom Klub nicht gezogen.

## Erfolge
Coritiba
- Staatsmeisterschaft von Paraná: 2012, 2013

Shandong Luneng Taishan
- Chinesischer Fußballpokal: 2014
- Chinese FA Super Cup: 2015

Corinthians
- Staatsmeisterschaft von São Paulo: 2019

Orlando
- Lamar Hunt U.S. Open Cup: 2022